# Born, Luxemburg
Born är en ort i Luxemburg. Den ligger i distriktet Grevenmacher, i den östra delen av landet, 30 kilometer nordost om huvudstaden Luxemburg. Born ligger 241 meter över havet och antalet invånare är 336.
Terrängen runt Born är kuperad österut, men västerut är den platt. Terrängen runt Born sluttar söderut.  Närmaste större samhälle är Wasserbillig, 5,0 kilometer söder om Born.
Omgivningarna runt Born är en mosaik av jordbruksmark och naturlig växtlighet. Runt Born är det tätbefolkat, med 550 invånare per kvadratkilometer.